# Travis Cooper
Travis William Cooper (Buderim, 21 december 1993) is een Australische profvoetballer die als aanvaller speelt.
Cooper, die in het bezit is van zowel een Australisch als een Brits paspoort, speelde in het beloftenelftal van Central Coast Mariners. In de zomer van 2012 liep hij stage bij VVV. De aanvaller verdiende uiteindelijk een 2-jarig contract.
In zijn eerste seizoen speelde de Australiër zijn wedstrijden nog bij Jong VVV/Helmond Sport, maar vanaf het seizoen 2013-14 maakt hij deel uit van het eerste elftal van VVV-Venlo.
Cooper is regelmatig geselecteerd voor Australische vertegenwoordigende elftallen. In mei 2013 werd hij opgeroepen voor de oefeninterland van Jong Australië tegen Jong Oranje, maar hij kreeg geen speelminuten..
Cooper maakte op 9 augustus 2013 zijn debuut voor VVV in de met 2-0 gewonnen thuiswedstrijd tegen Willem II. Hij viel in de 86e minuut in voor Randy Wolters en leverde de assist bij het tweede doelpunt.
Op vrijdag 23 augustus 2013 scoorde Cooper zijn eerste goal in competitieverband voor VVV-Venlo. In de thuiswedstrijd tegen Helmond Sport maakte hij de 3-1.
De optie om het contract van de Australiër met een jaar te verlengen werd door VVV begin maart 2014 gelicht..
Cooper kwam in Venlo voornamelijk in actie als invaller. Tijdens de voorbereiding op het seizoen 2014-15 was de aanvaller even op proef bij Fortuna Sittard als mogelijke huurling, maar hij wist trainer Peter van Vossen niet te overtuigen. In januari 2015 besloot VVV om het contract van de Australiër te ontbinden. Op 2 februari tekende Cooper een contract bij Newcastle Jets FC tot het einde van het seizoen. Hij speelde in twee wedstrijden en vervolgde zijn loopbaan bij semi-profclub Adamstown Rosebud FC.

## Profstatistieken
| Seizoen         | Club            | Competitie      | Competitie | Competitie | Beker | Beker | Overig | Overig | Totaal | Totaal |
| Seizoen         | Club            | Competitie      | Wed.       | Dlp.       | Wed.  | Dlp.  | Wed.   | Dlp.   | Wed.   | Dlp.   |
| --------------- | --------------- | --------------- | ---------- | ---------- | ----- | ----- | ------ | ------ | ------ | ------ |
| 2012/13         | VVV-Venlo       | Eredivisie      | 0          | 0          | 0     | 0     | 0      | 0      | 0      | 0      |
| 2013/14         | VVV-Venlo       | Eerste divisie  | 14         | 1          | 1     | 0     | 0      | 0      | 15     | 1      |
| 2014/15         | VVV-Venlo       | Eerste divisie  | 0          | 0          | 0     | 0     | 0      | 0      | 0      | 0      |
| 2014/15         | Newcastle Jets  | A-League        | 2          | 0          | 0     | 0     | —      | —      | 2      | 0      |
| Carrière totaal | Carrière totaal | Carrière totaal | 16         | 1          | 1     | 0     | 0      | 0      | 17     | 1      |